# Lasva (község)
Lasva község község Võrumaa megye északkeleti részén. A községet Juris Juhansoo polgármester vezeti. A község lakossága 2016. január elsején 1684 fő volt, amely 172,1 km²-es területét tekintve 9,8 fő/km² népsűrűséget jelent.

## Földrajza
Lasva községet északról északról és északkeletről, keletről Põlva megye, délről Vastseliina község, nyugatról Võru község határolja.

## Közigazgatási beosztás

### Falvak
Lasva község területéhez 37 falu tartozik: Andsumäe, Hellekunnu, Husari, Kaku, Kannu, Kõrgessaare, Kääpa, Kühmamäe, Lasva, Lauga, Lehemetsa, Listaku, Madala, Mõrgi, Mäessaare, Noodasküla, Nõnova, Oleski, Otsa, Paidra, Peraküla, Pikakannu, Pikasilla, Pille, Pindi, Puusepa, Pässä, Rusima, Saaremaa, Sooküla, Tammsaare, Tiri, Tohkri, Tsolgo, Tüütsmäe, Villa, valamint Voki-Tamme.

## Fordítás
Ez a szócikk részben vagy egészben  a   Lasva vald című észt Wikipédia-szócikk ezen változatának fordításán alapul.  Az eredeti cikk szerkesztőit annak laptörténete sorolja fel. Ez a jelzés csupán a megfogalmazás eredetét és a szerzői jogokat jelzi, nem szolgál a cikkben szereplő információk forrásmegjelöléseként.